# فیلم برگری باب
فیلم برگری باب (به انگلیسی: The Bob's Burgers Movie) یک فیلم کمدی موزیکال پویانمایی آمریکایی است که بر اساس مجموعه تلویزیونی پویانمایی برگری باب ساخته شده توسط لورن بوچارد است که در اولین کارگردانی خود با برنارد دریمن نویسندگی، تهیه‌کنندگی و کارگردانی مشترک را بر عهده داشته‌است. صداپیشگان اصلی این مجموعه نقش‌های خود را از جمله اچ. جان بنجامین، دن مینتز، یوجین میرمن، لری مورفی، جان رابرتس، کریستن شال، زک گالیفیناکیس و کوین کلاین تکرار می‌کنند.
این فیلم پس از تاخیرهای تقریباً دو ساله به دلیل دنیاگیری کووید-۱۹ سرانجام در تاریخ ۲۷ مهٔ ۲۰۲۲ توسط استودیو قرن بیستم در ایالات متحده اکران شد. فیلم برگری باب نقدهای مثبتی از منتقدان دریافت کرد و بیش از ۳۲ میلیون دلار در سراسر جهان فروش داشته‌است.

## فرضیه
یک لوله آب پاره‌شده درست در مقابل برگری باب یک فرورفتگی ایجاد می‌کند که ورودی را مسدود کرده و برنامه‌های بلچر را برای یک تابستان موفق خراب می‌کند. در حالی که باب و لیندا تلاش دارند تا تجارت را سرپا نگه دارند، کودکان سعی می‌کنند رازی را حل کنند که می‌تواند رستوران خانوادهٔ آنها را نجات دهد.

## صداپیشه‌ها
- اچ. جان بنجامین در نقش باب بلچر، جیمی جونیور، خانم لابونز، اسپیدو گای و کوچی کوپی[۵]
- دن مینتز در نقش تینا بلچر
- یوجین میرمن در نقش جین بلچر
- لری مورفی در نقش تدی
- جان رابرتس در نقش لیندا بلچر، جوسلین[۵]
- کریستن شال در نقش لوئیز بلچر
- زک گالیفیناکیس در نقش فلیکس فیشودر[۴]
- کوین کلاین در نقش کالوین فیشودر[۴]
- دیوید وین در نقش کورتنی ویلر[۴]
- سم سدر در نقش هوگو[۶]
- عزیز انصاری در نقش داریل[۵]
- دیوید هرمان در نقش آقای فروند[۵]
- گری کول در نقش گروهبان بوسکو[۵]
- برایان هاسکی در نقش رگیولار سایز رودی[۵]
- جنی سلیت در نقش تامی[۵]
- ران لینچ در نقش رون[۵]
- استفانی بیاتریز در نقش کلویی بارباش[۵]

## تولید

### توسعه
در ۴ اکتبر ۲۰۱۷، فاکس قرن بیستم اعلام کرد که یک اقتباس سینمایی بر اساس مجموعهٔ پویانمایی برگری باب در حال توسعه است و قرار بود در ۱۷ ژوئیه ۲۰۲۰ اکران شود. در ۳۰ اکتبر ۲۰۱۷، یک بخش تازه تأسیس فاکس قرن بیستم، فاکس فمیلی، برای نظارت بر اقتباس فیلم بلند برنامه‌های تلویزیونی آن ایجاد شد و شامل برداشتن برگری باب از انیمیشن قرن بیستم بود.
لورن بوچارد، خالق سریال گفته بود که این فیلم «هر خارشی که طرفداران سریال تا به حال داشته‌اند را از بین می‌برد» و در عین حال برای مخاطبان جدید جذاب است. در ۱۸ ژوئیه ۲۰۱۸، بوچارد گفت که فیلمنامه توسط استودیوها ارسال و پذیرفته شده‌است؛ این فیلم یک کمدی موزیکال خواهد بود. در ۲۴ سپتامبر ۲۰۲۰، ستاره اچ. جان بنجامین تأیید کرد که کار روی فیلم از راه دور به دلیل دنیاگیری کووید-۱۹ انجام می‌شد، در حالی که همچنین فاش کرد که ضبط فیلم از قبل شروع شده‌است، و بازیگران از سریال تلویزیونی نقش‌های خود را دوباره ایفا می‌کنند.

### پویانمایی
خدمات پویانمایی توسط تانیک دی‌ان‌ای، لایت‌هاوس استودیوز، بنتو باکس انترتینمنت ، گولدن وولف، و مرکوی فیلم‌وورکس ارائه شد. این فیلم آخرین پویانمایی تاک تاکر و دیل بائر قبل از مرگشان به ترتیب در ۲۲ دسامبر ۲۰۲۰ و ۱۵ ژانویه ۲۰۲۱ خواهد بود. تاکر به عنوان یک تجدیدنظرطلب استوری بورد خدمت کرد، در حالی که بائر پویانمایی را برای فیلم تهیه کرد.

## انتشار
فیلم برگری باب در ۱۷ مهٔ ۲۰۲۲ در تئاتر ال کاپیتان در هالیوود، لس آنجلس نمایش داده شد و ده روز بعد در ۲۷ مه در سینماهای ایالات متحده اکران شد. این فیلم در ابتدا برای ۱۷ ژوئیه ۲۰۲۰ برنامه‌ریزی شده بود؛ پس از آن به دلیل اشتباه در فهرست‌بندی برای مدت کوتاهی از برنامه حذف شد. دیزنی در اعلام تاریخ‌های بازبینی‌شده اکران فیلم‌های مختلف به دلیل بحران بهداشت جهانی ناشی از دنیاگیری کووید-۱۹، اعلام کرد که اکران فیلم به ۹ آوریل ۲۰۲۱ به تعویق افتاده‌است. در ۲۲ ژانویه ۲۰۲۱، این فیلم به‌طور کامل از برنامهٔ اکران حذف شد. بوچارت توضیح داد که علیرغم اینکه فیلم هنوز در مرحله تولید است، اعلام تاریخ اکران جدید قریب‌الوقوع نیست و تا زمانی که تماشاگران از بازگشت به سینما احساس امنیت کامل نداشته باشند، اعلام نخواهد شد. در ۱۰ سپتامبر ۲۰۲۱، به‌طور رسمی برای تاریخ انتشار آخر هفته روز یادبود در ۲۷ مه ۲۰۲۲ تعیین شد.

## بازخورد
در وبگاه جمع‌آوری نقد راتن تومیتوز، ٪۸۷ از ۱۳۷ بررسی منتقدان مثبت است و میانگینِ امتیاز آن ۷/۱۰ است. اجماع این وبگاه چنین می‌نویسد: «فیلم برگری باب تمام قلب‌ها، طنزها و تماس‌های هوشمندانه‌ای را که طرفداران سریال به دنبال آن هستند ارائه می‌کند و در عین حال یک نقطهٔ ورودی سرگرم‌کننده برای افرادی است که با این نمایش آشنایی ندارند.» این فیلم در متاکریتیک که از میانگین وزنی استفاده می‌کند، بر اساس نظر ۳۵ منتقدین امتیاز ۷۵ از ۱۰۰ را کسب کرده که نشان‌گر «نقدهای عموماً مطلوب» است.